# John Nelder
John Ashworth Nelder est un statisticien britannique né le 8 octobre 1924 et mort le 7 août 2010. Il est connu pour ses contributions à la conception d'expérience, l'analyse de la variance et la théorie statistique.

## Vie
John Nelder nait et grandit à Brushford, Somerset dans l'hôtel Carnavon Arms que son père tenait. Proche de ce qui deviendra le parc national d'Exmoor, il s’intéresse aux plantes, aux oiseaux et aux insectes et il y développe un amour pour la nature qui lui restera tout au long de sa vie. Il étudie les mathématiques au Sidney Sussex College de Cambridge, dont il est diplômé en 1948 en statistiques mathématiques.
De 1949 à 1968, il travaille au National Vegetable Research Station à Wellesbourne. En 1955, il épouse Mary, qu'il avait rencontrée grâce à leur intérêt commun pour l'ornithologie. Ils auront ensemble deux enfants: Jan et Rosalind.
En 1968, il est nommé directeur du département de statistiques de la Station expérimentale de Rothamsted, à Harpenden (où avait notamment travaillé Ronald Fisher avant lui). Il y restera jusqu'à sa retraite qu'il prendra à 60 ans. Il s'installe au village de Redbourn, à quelques kilomètres de Harpenden. Il est élu membre de la Royal Statistical Society en 1981, puis en devient le président de 1985 à 1986,.

## Travaux

### Modèles linéaires généralisés
Avec Robert Wedderburn, il a développé le modèle linéaire généralisé, une extension du modèle de régression linéaire qui inclut notamment la régression logistique, le modèle probit ou encore la régression de Poisson. Il a développé la méthode des moindres carrés pondérés itérés (en) pour l'estimateur du maximum de vraisemblance.

### Méthode de Nelder-Mead
En 1965, il publie avec le statisticien britannique Roger Mead un article où il présente une méthode d'optimisation numérique inspirée des travaux de Spendley. Couramment utilisée, elle est aujourd'hui connue sous le nom de méthode de Nelder-Mead ou downhill simplex method.

### Logiciels GLIM et Genstat
Il a développé les logiciels de calcul statistique GLIM (en) et GenStat (en).

### Autres
Il a aussi apporté des contributions à la théorie de la conception de plans d'expérience, très utilisés dans les centres de recherche en agronomie où il travaillait.

## Prix et distinctions
Il est lauréat de la médaille Guy en or 2005 après avoir reçu la médaille d'argent en 1977.
En 2013 il reçoit le prix Karl-Pearson conjointement avec Peter McCullagh.

## Publications
- John Nelder et R. W. M. Wedderburn, Generalized Linear Models", J. R. Statist. Soc. A, 135 (1972) 370–384.
- McCullagh, P. and J.A. Nelder. 1989. Generalized Linear Models. 2nd ed. Chapman & Hall/CRC, Boca Raton, Florida.  (ISBN 0-412-31760-5)
- Lee, Y., J.A. Nelder, and Y. Pawitan. 2006. Generalized Linear Models with Random Effects: Unified Analysis via H-likelihood. Chapman & Hall/CRC, Boca Raton, Florida.  (ISBN 1-58488-631-5)
- (en) John Nelder et Roger Mead, « A simplex method for function minimization », Computer Journal, vol. 7, no 4,‎ 1965, p. 308-313